# 宾朗镇区
宾朗镇区是缅甸掸邦勃欧自治区下辖的一个镇区，治所位于宾朗。